# Boomerang (Portugal)
 (août 2018).
Si vous disposez d'ouvrages ou d'articles de référence ou si vous connaissez des sites web de qualité traitant du thème abordé ici, merci de compléter l'article en donnant les références utiles à sa vérifiabilité et en les liant à la section « Notes et références ».
Pour les articles homonymes, voir Boomerang (homonymie).
Boomerang était une chaîne de télévision thématique nationale portugaise et privée pour enfants et adolescents, du groupe Turner Broadcasting System Europe. C'est la version portugaise de la série de chaînes éponyme.

## Histoire

### La phase européenne (2005 - 2013)
La chaîne diffusait déjà au Portugal entre 2005 et 2013, notamment Boomerang Europe (en langue anglaise) et était disponible chez tous les opérateurs nationaux.
Elle diffusait les grands classiques de Cartoon Network et les cartoons de Warner Bros., ainsi que de Hanna-Barbera, notamment Tom et Jerry, les Looney Tunes ou encore Popeye. Entretemps, dès lancement de Cartoon Network (Portugal), le 3 décembre 2013, la chaîne arrêta sa diffusion sur le territoire portugais, ainsi que TCM.

### Lancement en Angola et Mozambique et annulation temporaire au Portugal (2015 - 2018)
Le 21 avril 2015, la chaîne a été lancée en langue portugaise avec une nouvelle programmation, ainsi que des remakes des grands classiques. Le lancement au Portugal a été annulé au début par le groupe Turner, qui a décidé de se lancer en premier en Angola et au Mozambique chez l'opérateur DStv. Ceci a contribué à ce que les programmes originaires de Boomerang soient diffusées sur la chaîne Cartoon Network au Portugal.

### Lancement au Portugal (2018)
Le 26 avril 2018, la chaîne est officiellement lancée au Portugal. Elle est disponible uniquement sur le câble via l'opérateur NOWO et chez Vodafone TV.

### Remplacement par Cartoonito (2023)
Comme les autres versions internationales de la chaîne, Boomerang a été remplacée par Cartoonito le 23 mars 2023,,.

## Identité visuelle

Logo de Boomerang Europe de 2005 à 2013.
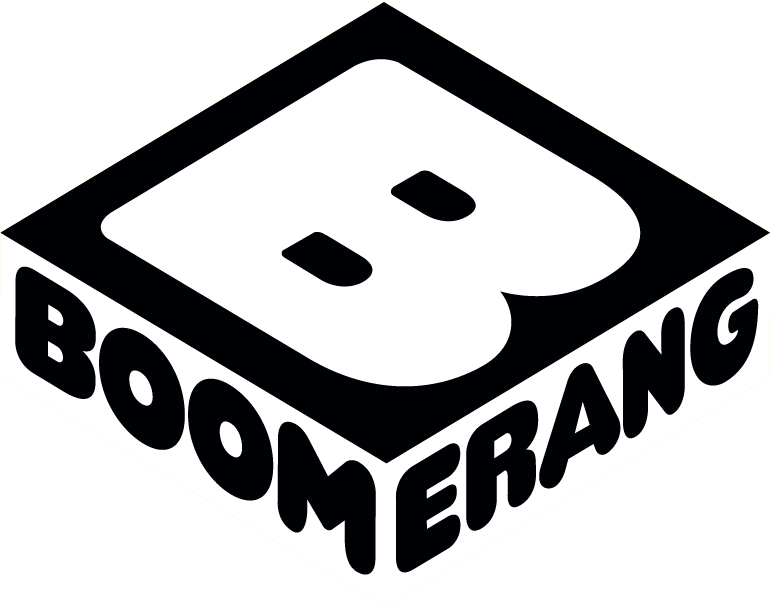
Logo de Boomerang depuis 2015.

## Cartoonito

### Bloc de programmation Cartoonito
Selon l'horaire, Boomerang Portugal diffuse le bloc Cartoonito dédié aux plus petits :
- Alice & Lewis
- Baby Looney Tunes
- Batwheels
- Cocomelon
- Lucas l'araignée
- Moley
- Mush-Mush & les Champotes
- Little Ellen

En France, par contre, le bloc est diffusé sur Boing.

## À voir aussi
- Boomerang (France)